# Made in Sweden: For Export
Made In Sweden: For Export foi um especial de televisão exibido na Suécia em 10 de outubro de 1975 pela emissora SVT2. O programa apresentou canções de diversos artistas suecos como ABBA, Merit Hemmingson, Sylvia Vrethhammer, Björn Skifs e Lill Lindfors. 
Made In Sweden: For Export foi filmado pelos artistas de 19 à 21 de maio do mesmo ano na cidade de Estocolmo. Após sua transmissão original, o programa foi exibido várias outras vezes na televisão, inclusive na Austrália e no Reino Unido.

## Canções
A ordem de aparecimento dos artistas foi a seguinte:
- ABBA
- Merit Hemmingson
- Sylvia Vrethammar
- Björn Skifs
- Lill Lindfors

Um LP foi lançado na época. De acordo com a capa traseira do disco, foi feita uma versão estendida do programa. A lista de músicas do álbum foi:
Lado Um
1. ABBA - "Intermezzo No. 1"
2. ABBA - "Mamma Mia"
3. Merit Hemmingson - "Lapp Nils Polska"
4. Sylvia Vrethhammar - "Dance The Samba With Me"
5. ABBA - "I Do, I Do, I Do, I Do, I Do"
6. Björn Skifs - "Michelangelo"

Lado Dois
1. Lill Lindfors - "A Song For You"
2. ABBA - "So Long"
3. Lill Lindfors - "Then Came You"
4. Sylvia Vrethhammar - "Mrs. Robinson"
5. Björn Skifs - "Why Don't You Go Your Way"
6. ABBA - "Intermezzo No. 1"

### ABBA
O ABBA gravou duas performances exclusivamente para o programa: "So Long" e "Mamma Mia", e um clipe especial para "I Do, I Do, I Do, I Do, I Do". O quarteto foi o único artista a desempenhar mais de duas canções.
Esta foi a primeira que o grupo usou os trajes de gato (usando as cores da bandeira nacional sueca) para uma aparição na TV, mas devido ao fato do programa não ter ido ao ar até vários meses depois, os figurinos foram então vistos primeiramente em outro programa, Disco, que foi transmitido mais tarde, em maio de 1975, uma semana após o especial ter sido filmado.

## Transmissão
Após sua transmissão original em outubro de 1975, Made In Sweden: For Export foi exibido novamente na Suécia em 7 de abril de 1976. Em 30 de agosto do mesmo ano, no Reino Unido, foi exibido pela BBC2 e posteriormente na Austrália, onde aparentemente a Channel 9, responsável pela transmissão, recebeu um grande número de reclamações sobre a falta do ABBA, uma vez que estava no auge de sua popularidade. Supostamente, isso aconteceu pelo fato da emissora ter exibido parte dos clipes do quarteto em outro programa, An Evening with ABBA and Silver Convention.